# イスラエル・カッツ
イスラエル・カッツ（ヘブライ語: כַּ״ץ יִשְׂרָאֵל）は、イスラエルの政治家。2024年よりイスラエル国防大臣を務める。

## 経歴

### 幼少期、教育
1955年、アシュケロンで生まれる。両親はルーマニア出身でホロコーストの生存者だった。1973年に徴兵されてイスラエル国防軍に入隊。1977年に除隊後ヘブライ大学に入学し、修士号と博士号を取得。1981年にアラブ人の暴力に対する抗議に参加したため1年の停学処分を受けている。

### 政治経歴
1992年イスラエル議会選挙にてリクードの名簿45位で出馬したが同党が32議席しか獲得できず議席を逃した。1996年イスラエル総選挙でもリクード・ゲシェル・ツォメット連合のリストで34位で出馬したが連合が32議席しか獲得できず議席を逃した。しかし1998年にエフード・オルメルトの後任としてクセネト入りした。1999年と2003年に再選され、 2003年には第2次アリエル・シャロン内閣で農業大臣に任命された。リクードとカディマの分裂後、2006年1月にカッツは内閣を去り、2006年の選挙で再選された。
2007年3月、イスラエル警察は、カッツを大臣在任中の農業省における政治任用に関連した詐欺と背任の罪で起訴するよう勧告した。報告書によると、同省の季節労働者24人がリクード中央委員会のメンバーまたはその子女であったことが判明した。警察は捜査資料を中央地方検察局に移送した。その後、検事総長は起訴を却下した。

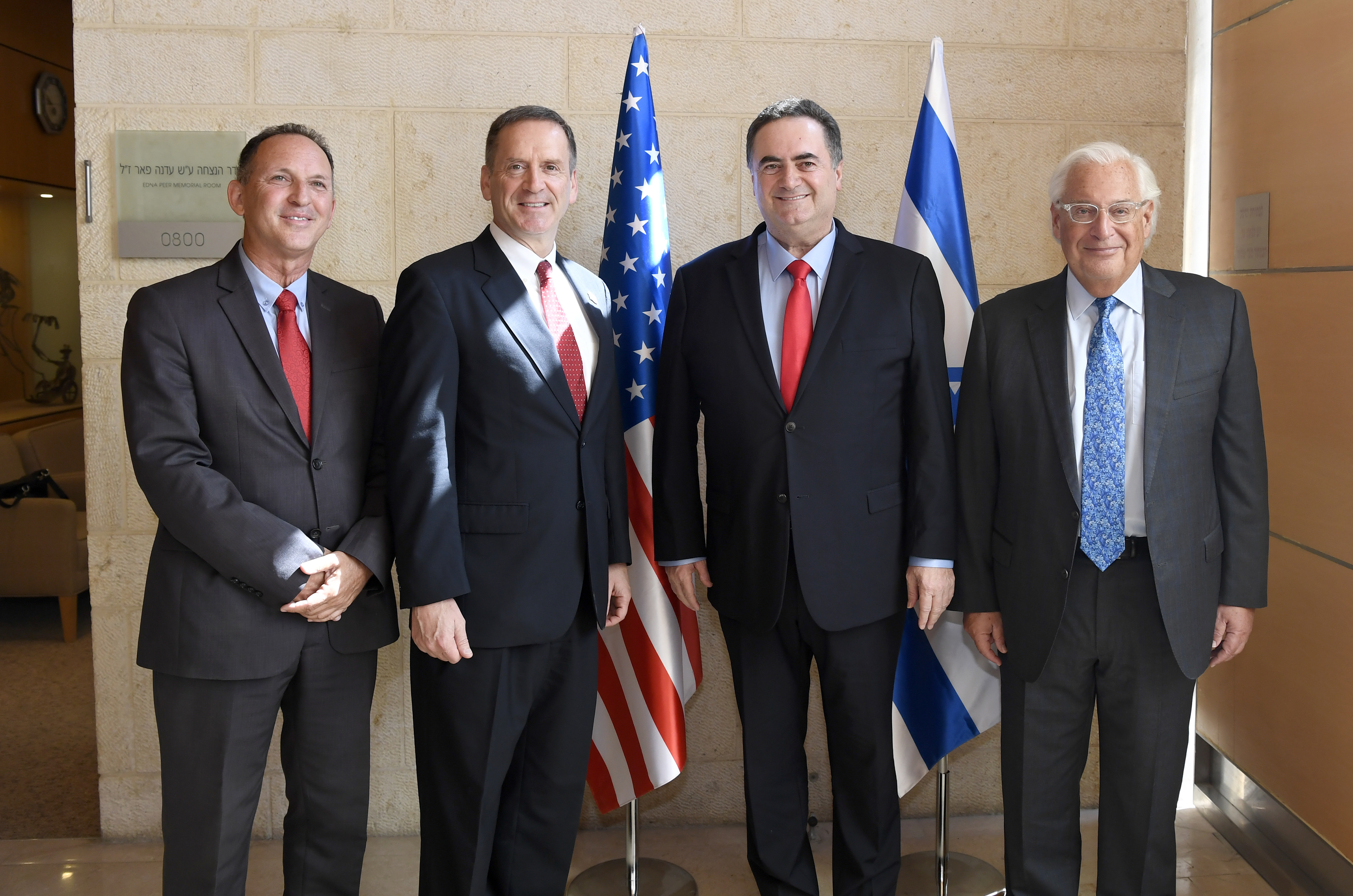
2019年8月、カッツと駐イスラエル米国大使デビッド・M・フリードマン（右）

カッツは2005年12月にリクード党首に立候補し、8.7%の票を獲得した。
2009年イスラエル議会総選挙でリクードの名簿で第11位で立候補し、議席を維持した。また第2次ネタニヤフ内閣の運輸大臣に任命された。

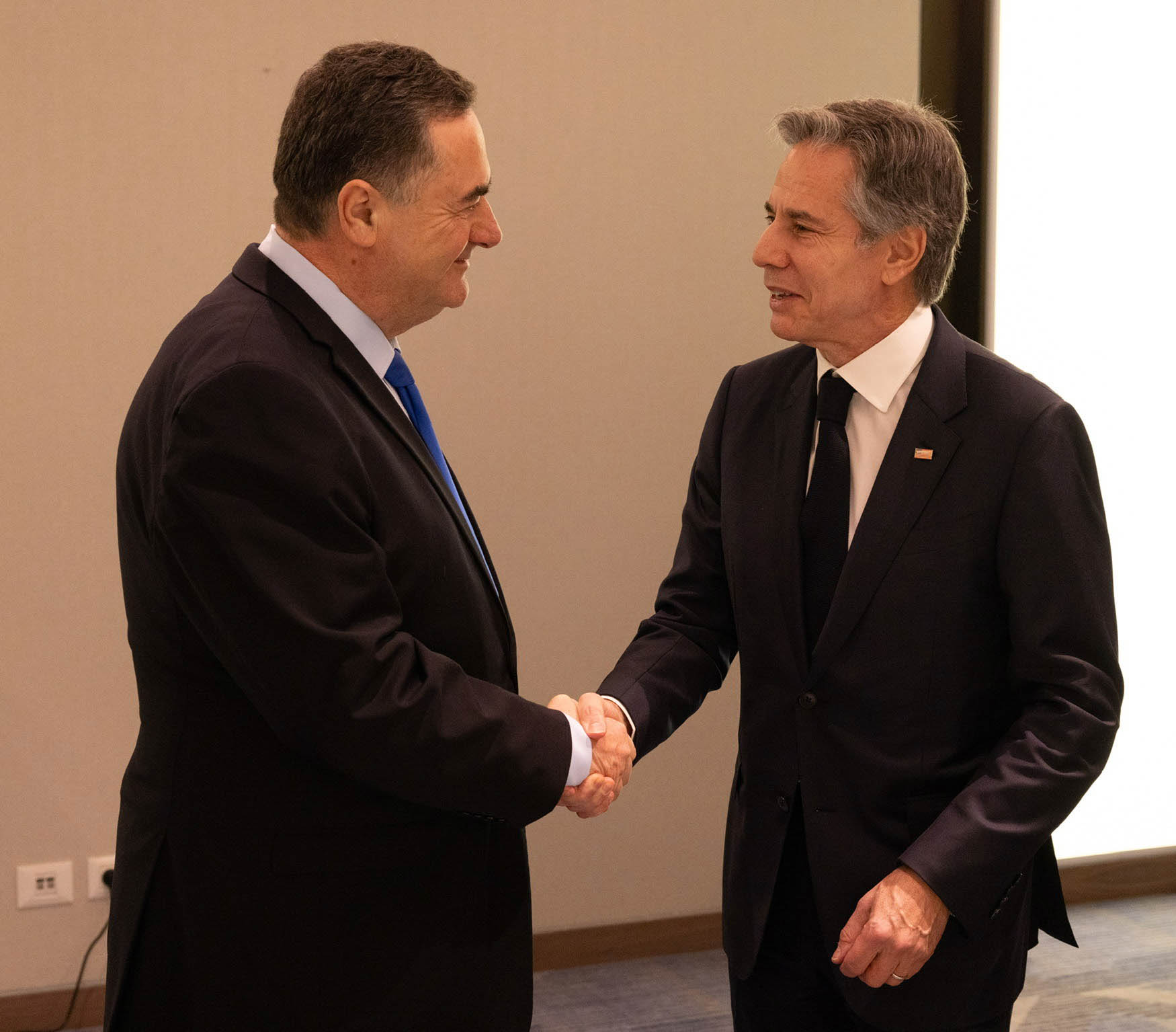
2024年1月9日、イスラエルのテルアビブで、カッツとアントニー・ブリンケン米国務長官

2011年7月、カッツは政府がヨルダン川西岸地区の入植地内のバス乗車券を補助し、グリーンライン内の乗車券よりも安くしていることを確認した。カッツによると、この措置は入植者にヨルダン川西岸地区内で装甲車両を装備した公共交通機関の利用を促すことを意図しており、装甲車両を装備していない民間車両を護衛する軍や警備員の配置にかかる政府の支出を削減する狙いがあったという。
2013年イスラエル議会総選挙でも再選し、第3次ネタニヤフ内閣でも運輸大臣に留任した。リクードのリストで4位となった後、2015年イスラエル議会総選挙で再選され、第4次ネタニヤフ内閣でも運輸大臣に留任し、同時に情報大臣に任命された。
2019年2月、カッツは外務大臣に就任した。
2020年5月17日、ネタニヤフ・ガンツ内閣発足し、カッツは財務大臣に就任した。

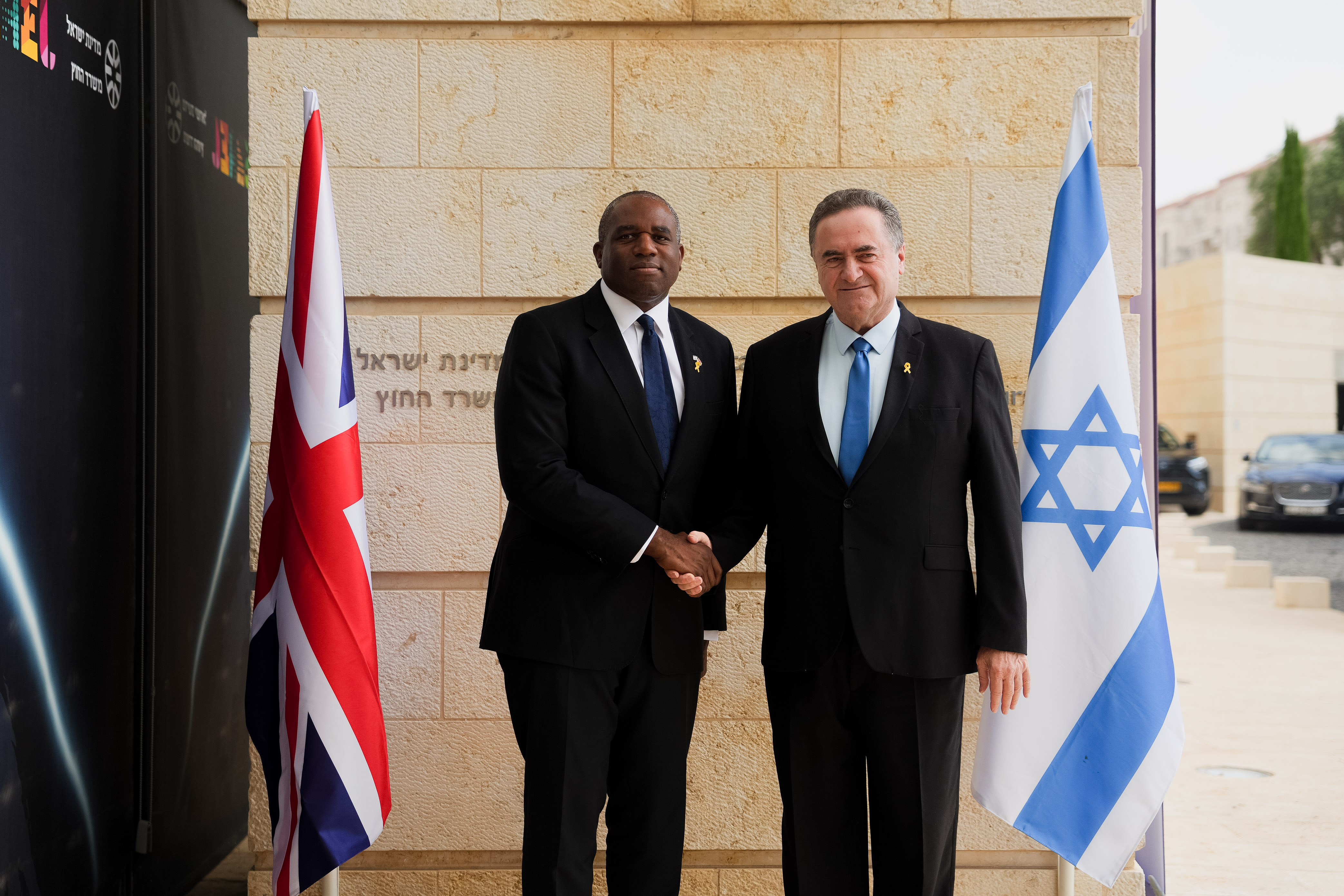
2024年7月15日、イスラエルのエルサレムで、カッツとイギリスのデイビッド・ラミー外相

2024年1月1日、クネセトがエリ・コーエンの交代につながる権力分担協定を承認したことを受けて、カッツは2度目の外務大臣に就任した。
2024年7月、アメリカのワシントンD.C.で開かれたNATOサミットに出席した。カッツはイラン・ロシア同盟とイランおよび中国がもたらす危険性について警告し、デンマーク、オランダ、チェコ共和国、アメリカ合衆国、ドイツ、韓国、カナダの外相とも会談した。
2024年11月5日、ネタニヤフ首相は、解任したヨアヴ・ガラントの後任として、カッツを国防大臣に指名すると発表した。
2025年2月、カッツはイスラエル国防軍に対し、「ガザ地区から出たい住民は誰でも出国できるようにする」計画を策定するよう指示した。「スペイン、アイルランド、ノルウェーなど、イスラエルのガザにおける行動を理由に虚偽の非難を行っている国々は、ガザ地区の住民が自国領土に入ることを許可する法的義務がある。もし拒否すれば、彼らの偽善が露呈するだろう」と発言した。スペインとアイルランドはカッツの提案を拒否した。カッツはまた、カナダには「体系的な移民プログラム」があるため、ガザ地区のパレスチナ人はカナダに移住すべきだと提案した。
2024年12月のアサド政権崩壊後のイスラエルによるシリア侵攻の際、イスラエルはシリア領内の国連がパトロールするUNDOF緩衝地帯を掌握したが 、これは1974年のシリアとの軍事力引き離し協定に違反する行動だった。2025年2月、カッツは、イスラエル軍は「コミュニティを守り、あらゆる脅威を阻止するために、無期限に」シリア南部に駐留すると述べた。
2025年3月、カッツはシリア西部での衝突中に親政府派戦闘員がシリアのアラウィー派住民に対して行った虐殺を非難し、シリア大統領アフマド・フサイン・アッ＝シャラアを「アルカイダ系のジハード主義テロリストであり、アラウィー派の民間人に対して残虐行為を犯している」とした。カッツは、ヘルモン山などの治安地域の支配を維持し、ゴラン高原とガリラヤ地方のコミュニティを防衛し、南シリアの非武装化を確保し、地元のドゥルーズ派住民を守るというイスラエルの意図を明言した。

## 主張

### 平和

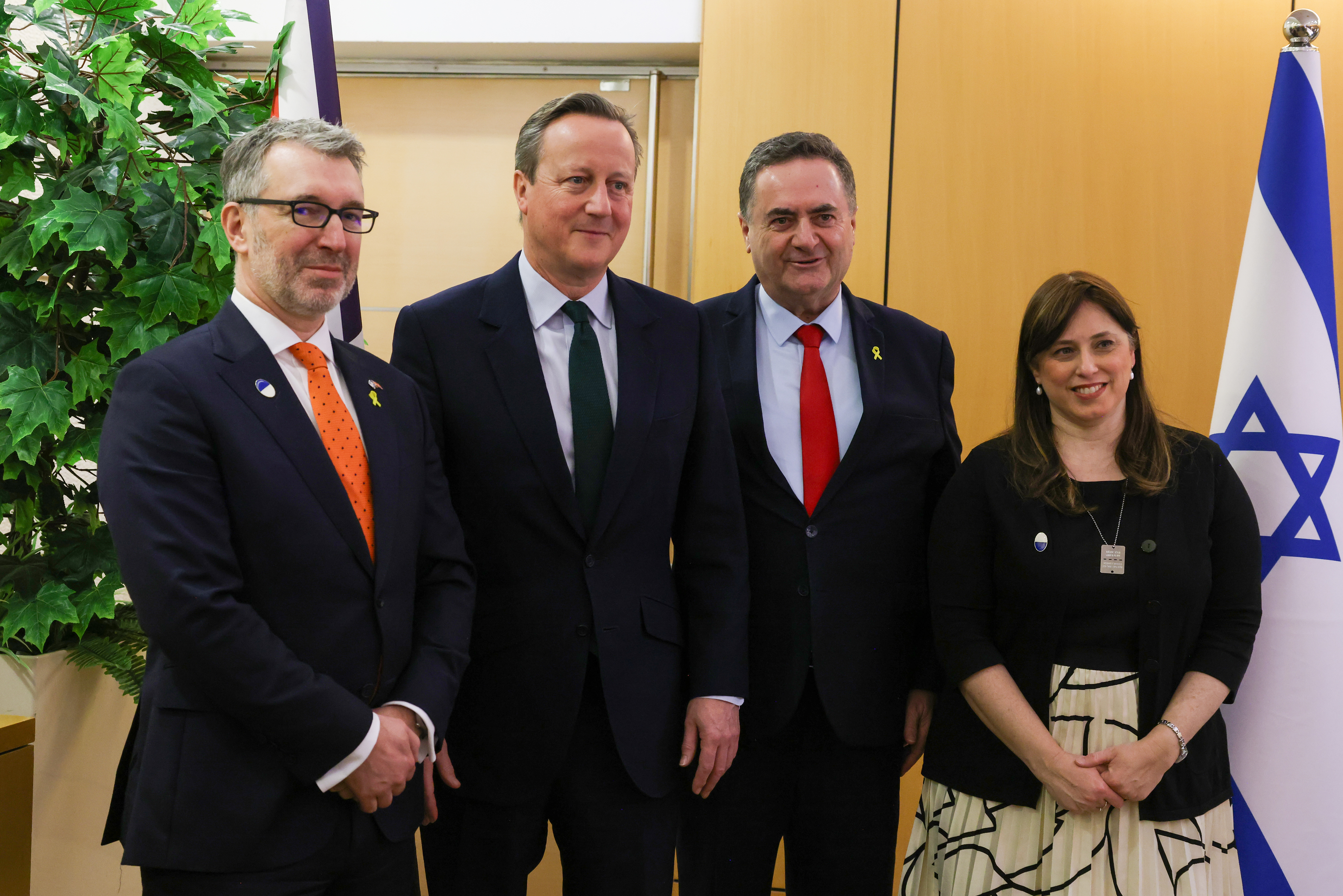
2024年1月24日、エルサレムにて、ツィッピー・ホトベリーとイギリスのデーヴィッド・キャメロン外相と共に写るカッツ

平和と安全保障問題に関して、カッツはイスラエル政府内でタカ派とみなされている。カッツはヨルダン川西岸地区に関して併合主義的な態度をとっている。また、イスラエルの完全な主権をヨルダン川西岸地区に拡大し、パレスチナ自治政府とのあらゆる関係を断絶することを主張している。彼は二国家解決といかなる形態のパレスチナ国家の設立にも反対しており、「この土地に対する我々の権利」を考慮すると、これらは受け入れられないと考えている。カッツはむしろ、「ヨルダンの民事および政治的所属を持つ」自治パレスチナ国家の設立と、ガザ地区をエジプトと連結することを主張している。
2024年、カッツは、中東紛争に関する声明の中で、2024年10月イランによるイスラエル攻撃を非難しなかったとして、国連事務総長アントニオ・グテーレスをイスラエルの 「ペルソナノングラータ」と宣言した。

### テロリズム
ブリュッセル連続テロ事件後、カッツはコル・イスラエルにてベルギーや欧米がイスラムテロに効果的に対処することができないことについて「厳しい」コメントをして物議を醸した。エルサレム・ポストはカッツの次の言葉を引用している。「戦争の第一のルールは敵を知ることだが、欧州とアメリカ政府は、この戦争をイスラムテロとの戦いと定義したがらない。ベルギー国民がチョコレートを食べ続け、生活を楽しんで、偉大な民主主義者やリベラル派を装い続ける限り、国内の一部イスラム教徒がテロを組織していることに気づかず、彼らと戦うことはできないだろう。」
「チョコレートを食べるベルギー人」発言は西側メディアで広く引用され、Twitterで嘲笑され、カッツはその結果としてイスラエルの海外でのイメージが悪化したとしてイスラエルの識者から非難された。
2016年3月、カッツは議員として、テロ行為を認知、奨励、または幇助したことが判明した場合、イスラエル政府がテロリストの家族を国外追放できるようにする法案をクネセトに提出した。この法案は、与党連合と主要野党議員から幅広い支持を得た。
2016年3月、カッツはイスラエルがボイコット、投資撤退、制裁（BDS）の指導者に対して「標的を絞った民事的排除」を行うべきだと主張した。この表現は、標的を絞った暗殺を意味するヘブライ語をもじったものである。

### ポーランドの反ユダヤ主義
イスラエルのテレビのインタビューで、カッツはイツハク・シャミルの言葉を引用し、ポーランド人は「母親の胸から反ユダヤ主義を吸い取った」と述べ、これが2019年2月にポーランドのマテウシュ・モラヴィエツキ首相がイスラエル訪問をキャンセルした原因だと主張した。モラヴィエツキ首相は、この発言は受け入れられない人種差別的だと述べた。

### トルコとの紛争
2014年8月、トルコのレジェップ・タイイップ・エルドアン大統領が、イスラエルの「境界防衛作戦」を理由に、イスラエルがガザ地区のパレスチナ人やアラブ人に対する「組織的大量虐殺」を企てていると非難した後、カッツはエルドアンに1915年のアルメニア人虐殺を想起させ、エルドアンの「イスラム運動の友人」と呼ぶ人々からイスラエルを擁護するための非難を拒否した。
2024年、トルコの元欧州連合担当大臣で公正発展党報道官のオメル・チェリクは、ガザ地区侵攻中のカッツの過激で挑発的な発言を理由に、カッツをナチスドイツの外務大臣だったヨアヒム・フォン・リッベントロップに例えた。